# Guataquí
Guataquí è un comune della Colombia facente parte del dipartimento di Cundinamarca.
Il centro abitato venne fondato da Gonzalo Jiménez de Quesada, Nicolas De Federman e Debastian De Belalcazar nel 1539.